# Миргія-де-Сус
Миргія-де-Сус (рум. Mârghia de Sus) — село у повіті Арджеш в Румунії. Входить до складу комуни Лунка-Корбулуй.
Село розташоване на відстані 113 км на захід від Бухареста, 22 км на південний захід від Пітешть, 82 км на північний схід від Крайови, 128 км на південний захід від Брашова.

## Населення
За даними перепису населення 2002 року у селі проживали 282 особи, усі — румуни. Усі жителі села рідною мовою назвали румунську.